# Niżni Czerwony Stawek
Niżni Czerwony Stawek nebo Czerwony Stawek Wschodni (případně s označením Staw) je ledovcové jezero ve skupině Gąsienicowých Stawů ve Vysokých Tatrách v Polsku. Je jedním ze dvojice Czerwoných Stawků Gąsienicowych nacházejících se na jihovýchodě spodního patra její západní části, nazývané Dolina Zielona Gąsienicowa, přičemž druhým je Wyżni Czerwony Stawek. Má rozlohu 0,1560 ha a je 56 m dlouhé a 37 m široké. Dosahuje maximální hloubky 1,0 m a objem vody v něm činí 450 m³. Leží v nadmořské výšce 1693,2 m.

## Okolí
Jezero má lichoběžníkový tvar a je mírně protáhlé ve směru ze severozápadu na jihovýchod. Jihovýchodně od plesa se zvedá práh, nad nímž se nachází vyšší patro Zieloné Gąsienicowe doliny s Długim a Zadnim Stawem Gąsienicowym. Na jihozápadě leží za několikametrovým pruhem kosodřeviny Wyżni Czerwony Stawek a na severozápadě se o pár metrů níže nachází pleso Kurtkowiec.

## Vodní režim
Na severovýchodním konci do jezera ústí potok z Długeho Stawu a voda odtéká průtokem ze severozápadního konce plesa na sever do Kurtkowce. Rozměry jezera v průběhu času zachycuje tabulka:
| Rok  | Měření prováděl  | Rozloha ha | Délka m | Šířka m | Hloubka max.m | Objem m³ |
| ---- | ---------------- | ---------- | ------- | ------- | ------------- | -------- |
| —    | WET              | 0,15       | 56      | 37      | 1,0           | —        |
| 2004 | satelitní snímek | 0,138      | —       | —       | —             | —        |
| 2005 | Gregor, Pacl     | 0,1560     | —       | —       | 1,0           | 450      |

## Přístup
Modrá turistická značka vede několik metrů od jeho severního břehu. Jezero je přístupné:
- po  modré turistické značce od chaty Murowaniec k Czarnemu Stawu Gąsienicowemu a dále
  - po  zelené turistické značce na sedlo Karb a dále
    - po  modré turistické značce k plesu
- po  černé turistické značce od dolní stanice lanovky na Kasprov vrch k rozcestí 50 m západně od plesa a dále
  - po  modré turistické značce k plesu